# Demonii (film din 1988)
Demonii (film) este un film din 1988 regizat de Andrzej Wajda.